# Бруней на літніх Олімпійських іграх 2000
Бруней брав участь в Літніх Олімпійських іграх 2000 року в Сіднеї (Австралія) вдруге за свою історію, але не завоював жодної медалі. Країну на Іграх представляли один легкоатлет і один стрілець.

## Легка атлетика
Спортсменів — 1
Чоловіки
| Спортсмен   | Вид  | Забіг     | Забіг | Чвертьфінал | Чвертьфінал | Півфінал   | Півфінал   | Фінал      | Фінал      |
| Спортсмен   | Вид  | Результат | Місце | Результат   | Місце       | Результат  | Місце      | Результат  | Місце      |
| ----------- | ---- | --------- | ----- | ----------- | ----------- | ---------- | ---------- | ---------- | ---------- |
| Хасері Аслі | 100м | 11,11     | 8     | Не пройшов  | Не пройшов  | Не пройшов | Не пройшов | Не пройшов | Не пройшов |

## Стрільба
Спортсменів — 1
| Спортсмен                        | Вид  | Кваліфікація | Кваліфікація | Фінал      | Фінал      |
| Спортсмен                        | Вид  | Результат    | Місце        | Результат  | Місце      |
| -------------------------------- | ---- | ------------ | ------------ | ---------- | ---------- |
| Принц Абдул Хакім Джефрі Болкіах | Скіт | 114          | 45           | Не пройшов | Не пройшов |